# Sphaenognathus
Sphaenognathus es un género de coleóptero de la familia Lucanidae.

## Especies
Las especies de este género son:
- Sphaenognathus munchowae
- Sphaenognathus queenslandicus
- Sphaenognathus gaujoni
- Sphaenognathus peruvianus
- Sphaenognathus xerophilus
- Sphaenognathus mandibularis
- Sphaenognathus kolbei
- Sphaenognathus monguilloni
- Sphaenognathus albofuscus
- Sphaenognathus alticollis
- Sphaenognathus armatus
- Sphaenognathus bellicosus
- Sphaenognathus bordoni
- Sphaenognathus curvipes
- Sphaenognathus feisthamelii
- Sphaenognathus furumii
- Sphaenognathus garleppi
- Sphaenognathus giganteus
- Sphaenognathus higginsi
- Sphaenognathus lindenii
- Sphaenognathus metallescens
- Sphaenognathus metallifer
- Sphaenognathus nobilis
- Sphaenognathus oberon
- Sphaenognathus prionoides
- Sphaenognathus pubescens
- Sphaenognathus rotundatus
- Sphaenognathus signatus
- Sphaenognathus spinifer
- Sphaenognathus taschenbergi